# ایست انترپرایز، ایندیانا
ایست انترپرایز (به انگلیسی: East Enterprise) یک منطقهٔ مسکونی در ایالات متحده آمریکا است که در شهرستان سوئیس، ایندیانا واقع شده‌است. ایست انترپرایز ۲۶۸ متر بالاتر از سطح دریا واقع شده‌است.